# Ring Deutscher Siedler
Der Ring Deutscher Siedler RDS e. V. mit Sitz in Bonn wurde 1948 von Nikolaus Ehlen gegründet. Die Bundesgeschäftsstelle befindet sich in Neuss. Der Verein dient dem Gemeinwohl, indem er sich in verschiedener Weise für ein sozial gestaltetes Bau- und Bodenrecht, für die Förderung und Erhaltung des Familienheimes, sowie für den Natur- und Umweltschutz einsetzt. Die Kernaussage des RDS lautet: Familienheime und Eigentum brauchen Förderung und Schutz. So ist der Verband ist in diesem Sinne tätig.
Der RDS vertritt die Familienheim-Interessen und nimmt Einfluss in Bund, Ländern und Kommunen – auch im Zusammenwirken mit anderen Verbänden.
Seit der Gründung des Ring Deutscher Siedler e. V. im Jahre 1948 steht die Beratung von Siedlungs- und Eigenheim-Bauwilligen an erste Stelle der Interessen. Der RDS unterstützt Bauwillige zudem aktiv bei der Bildung von Selbsthilfe-Baugemeinschaften. Mit den Vorständen einer Siedlergemeinschaft werden Bauvorhaben zur gemeinschaftlichen Selbsthilfe initiiert.